# (2751) Кэмпбелл
(2751) Кэмпбелл (англ. Campbell) — типичный астероид главного пояса, который был открыт 7 сентября 1962 года в рамках проекта IAP в обсерватории им. Гёте Линка и назван в честь американского астронома Уильяма Кэмпбелла.

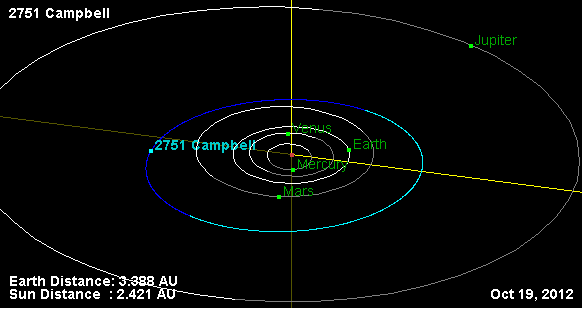
Орбита астероида Кэмпбелл и его положение в Солнечной системе